# 서핑 업
《서핑 업》(영어: Surf's Up)은 2007년 공개된 미국의 애니메이션 영화이다.